# T’way Air
T’way Air (кор. 티웨이항공, 티웨이航空, ранее Hansung Airlines), — южнокорейская авиакомпания-лоукостер.
Помимо внутренних рейсов авиакомпания по состоянию на август 2025 года выполняет международные рейсы в Китай, Японию, Вьетнам, Тайвань, Таиланд, Сингапур, Малайзию, Монголию, Италию, Францию, Испанию, Германию, Хорватию, Австралию, Канаду, Гуам, Лаос, Северные Марианские острова, Филиппины, Узбекистан, Кыргызстан.

## История
Компания была основана в августе 2010 года. Изначально флот состоял из двух самолётов Boeing 737-800.
6 апреля 2018 год был открыт рейс Тэгу—Владивосток.

## Воздушный флот
На декабрь 2017 года авиакомпании принадлежало 19 самолётов Boeing 737-800
| Воздушное судно  | Используется | Заказано | Примечания           |
| ---------------- | ------------ | -------- | -------------------- |
| Boeing 737-800   | 19           | —        |                      |
| Boeing 737 MAX 8 | —            | 8        | Поставка в 2019/2020 |
| Всего            | 19           | 8        |                      |

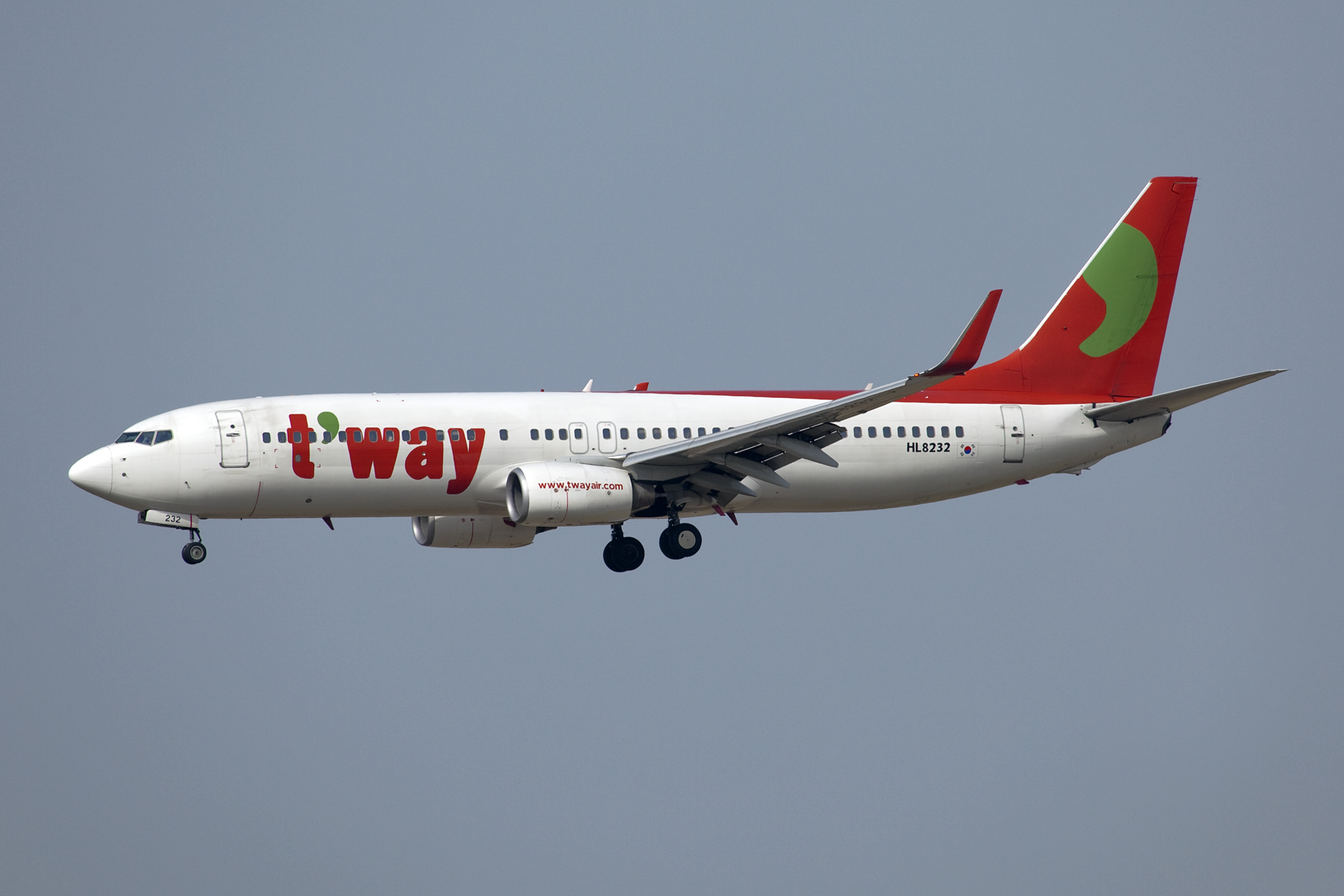
Боинг 737—800 T’way Air совершает посадку в Сеульском аэропорту